# 德鲁日巴 (伊塞克阿塔区)
德鲁日巴，意译“友谊村”，是吉尔吉斯斯坦楚河州伊塞克阿塔区下辖的一个村。根据2009年吉尔吉斯共和国人口普查，该村人口为2333人。